# Pasaje Baldiviezo
El pasaje Baldiviezo es un emblemático corredor urbano ubicado en el centro histórico de la ciudad de Tarija, junto a la Catedral Metropolitana. Históricamente vinculado al comercio artesanal y la venta de libros, es un atractivo turístico y cultural y un espacio de encuentro decorado con flores, iluminación led y coloridas canastas de comadres, además de albergar actividades culturales periódicas.

## Historia y usos tradicionales
Durante décadas, el Pasaje Baldiviezo fue un espacio popularmente asociado a la venta de libros usados, artesanías y exposiciones temporales. Se consolidó como punto de referencia para el encuentro de artesanos y feriantes, muchos de los cuales montaban sus puestos en fechas festivas o ferias departamentales. Esta función no oficial, aunque muy valorada por la ciudadanía, contrastaba con la infraestructura limitada y la falta de condiciones adecuadas de iluminación y seguridad que presentaba el lugar durante años.

## Revitalización y revalorización cultural
A partir de febrero de 2022,se inició un proceso de revitalización integral del Pasaje Baldiviezo. Este proceso incluyó la instalación de pantallas led de bajo consumo, estructuras ornamentales, maceteros con flores naturales, así como la recuperación del adoquinado y el embellecimiento de muros mediante murales artísticos urbanos.
Una de las intervenciones más distintivas fue la colocación de canastas de comadres suspendidas en el aire, confeccionadas por artesanos locales con temáticas tradicionales. Estas canastas, de colores vivos y disposición simétrica, no solo rinden homenaje a la festividad del Jueves de Comadres —una celebración popular muy arraigada en Tarija—, sino que también se convirtieron en un ícono fotográfico del centro urbano, atrayendo a turistas y generando interacción en redes sociales.

## Actividades culturales y uso contemporáneo
Además de la renovación estética, el municipio ha programado actividades artísticas y culturales periódicas en el pasaje. Entre ellas destacan las clases públicas de cueca, organizadas por la Escuela Municipal de Música, y la presentación de cantantes locales que dinamizan el espacio como punto de encuentro ciudadano.
Asimismo, el pasaje continúa siendo sede de la Feria de Artesanías que se celebra anualmente en el mes de abril, con motivo del aniversario del departamento de Tarija. donde se ofrecen productos de cuero, madera, textiles, medicinas naturales y miniaturas.